# Neunforn
Neunforn es una comuna suiza del cantón de Turgovia, ubicada en el distrito de Frauenfeld. Limita al norte con la comuna de Waltalingen (ZH), al noreste con Oberstammheim (ZH) y Hüttwilen, al este con Uesslingen-Buch, al sur con Altikon (ZH) y Thalheim an der Thur (ZH), y al oeste con Ossingen (ZH).